# Lojze Peterle
Lojze Peterle (n. 29 iunie 1948, Čužnja vas, Comuna Mokronog-Trebelno, Slovenia)  este un om politic sloven, membru al Parlamentului European în perioada 2004-2009 din partea Sloveniei.